# Laephotis botswanae
Laephotis botswanae é uma espécie de morcego da família Vespertilionidae. Pode ser encontrada na Angola, Namíbia, África do Sul, Botsuana, Zimbábue, Maláui, Zâmbia, República Democrática do Congo e Tanzânia.